# Miss República Dominicana 2014
El Concurso Nacional de Belleza de la República Dominicana o Miss República Dominicana 2014 se llevó a cabo el 17 de agosto de 2014 en el Teatro Nacional Eduardo Brito, Santo Domingo, República Dominicana. Por quinta vez en la historia, el concurso tuvo un Reality Show.
Al final del evento fue coronada Kímberly Castillo, representante del municipio de Higüey, como la ganadora y representó a la República Dominicana en el Miss Universo 2014; La Primera Finalista fue al Miss Intercontinental 2014; la Segunda Finalista irá al Reina Hispanoamericana 2014 ; la Tercera Finalista irá al Miss Model of the World 2014; la Cuarta Finalista irá al Miss Globe International 2014. El resto de los 15 semifinalistas se destinará a otros concursos de belleza internacionales. La ganadora fue coronada por Yaritza Reyes, Miss República Dominicana 2013. Como invitada especial María Gabriela Ísler, Miss Universo 2013.

## Resultados
| Resultado Final                | Candidata |
| ------------------------------ | --- |
| Miss República Dominicana 2014 | Higüey - Kim Castillo |
| 1a Finalista                   | Santiago - Aletxa Mueses |
| 2a Finalista                   | Comunidad Dom. en México - Dhío Moreno |
| 3a Finalista                   | Distrito Nacional - María del Mar López |
| 4a Finalista                   | Punta Cana - Analiz de la Cruz |
| Top 10                         | Comunidad Dom. en los EE.UU - Thatiana Díaz Peravia - Nathalie Troncoso Monte Plata - Ysabel Reyes Santo Domingo Este - Denisse Peña Hermanas Mirabal - Cátherine Sánchez |
| Top 15                         | Azua - Dorimi Pineda¤ San Pedro de Macorís - Marcell Saleme Independencia - Marilyn Encarnación San Cristóbal - Mariela Corporán San José de Ocoa - Leibys Pujols         |

¤Ganó el puesto de 15a semifinalista a través de votación por Internet.

### Premios especiales
|                                                                                    | Candidata                                     |
| ---------------------------------------------------------------------------------- | --------------------------------------------- |
| Mejor Rostro (votado por la organización de Miss República Dominicana)             | María del Mar López (Distrito Nacional)       |
| Mejor Traje Típico (votado por la organización, ganador se usará en Miss Universo) | Aletxa Mueses (Santiago)                      |
| Miss Fotogénica (votado por el fotógrafo oficial del certamen)                     | Dhío Moreno ( Comunidad Dominicana en México) |
| Miss Internet (votado por el público)                                              | Dorimi Pineda (Azua)                          |
| Miss Simpatía (votado por la concursantes del Miss República Dominicana)           | Leibys Pujols (San José de Ocoa)              |

### Mejor Traje Típico
| Resultado         | Candidata                      | Traje Típico                    |
| ----------------- | ------------------------------ | ------------------------------- |
| Ganador           | Santiago                       | Diosas de los Lechones          |
| Primera Finalista | Monte Plata                    | Reina de las Esmeraldas         |
| Segunda Finalista | Distrito Nacional              | Zoología en la Gran Ciudad      |
| Tercera Finalista | Comunidad Dominicana en México | Pez León de Barahona y Veracruz |
| Cuarta Finalista  | Santo Domingo Oeste            | Diosa de las Aguas Dominicanas  |
| Quinta Finalista  | Higüey                         | Nuestra Señora de la Altagracia |

| Predecesor: Yaritza Reyes Elías Piña | Miss República Dominicana 2014 | Sucesor: Clarissa Molina Espaillat |

### Premios preliminares
| Premio            | Candidata                                               |
| ----------------- | ------------------------------------------------------- |
| Mejor Cabellera   | María del Mar López (Distrito Nacional)                 |
| Mejor Cuerpo      | María del Mar López (Distrito Nacional)                 |
| Mejor Talento     | Nathalie Troncoso (Peravia)                             |
| Mejor Piel        | Aletxa Mueses (Santiago)                                |
| Mejor Sonrisa     | Thatiana Díaz ( Comunidad Dominicana en Estados Unidos) |
| Miss Belleza VIP  | Aletxa Mueses (Santiago)                                |
| Miss Comunicación | Katherine Blanco (Santo Domingo Oeste)                  |
| Miss Deporte      | Marilyn Encarnación (Independencia)                     |
| Miss Fitness      | Shaderska Valdéz (Salcedo)                              |
| Miss Model        | Dhío Moreno (Comunidad Dominicana en México)            |
| Miss Piernas      | Denisse Peña (Santo Domingo Este)                       |
| Miss Verano       | Mariela Corporán (San Cristóbal)                        |

| 1. Higüey 2. Comunidad Dominicana en México 3. Santiago 4. Distrito Nacional 5. Punta Cana 1. Higüey 2. Comunidad Dominicana en México 3. Santiago 4. Distrito Nacional 5. Punta Cana 6. Peravia 7. Monte Plata 8. Santo Domingo Este 9. Hermanas Mirabal 10. Comunidad Dominicana en los Estados Unidos | 1. Azua 2. Comunidad Dominicana en los Estados Unidos 3. Comunidad Dominicana en México 4. Distrito Nacional 5. Hermanas Mirabal 6. Higüey 7. Independencia 8. Monte Plata 9. Peravia 10. Punta Cana 11. San Cristóbal 12. San José de Ocoa 13. San Pedro de Macorís 14. Santiago 15. Santo Domingo Este |

### Puntuaje
| \| Representa \| Bañador \| Traje \| Pregunta \| \| ---------------------------- \| ------- \| ----- \| -------- \| \| Higüey \| 9.300 \| 9.550 \| 9.500 \| \| Santiago \| 8.250 \| 9.500 \| 9.490 \| \| Comunidad Dom. en México \| 9.250 \| 8.830 \| 9.480 \| \| Distrito Nacional \| 9.660 \| 9.600 \| 9.450 \| \| Punta Cana \| 8.800 \| 8.900 \| 9.000 \| \| Comunidad Dom. en los EE.UU. \| 8.950 \| 8.700 \| \| \| Peravia \| 8.700 \| 8.350 \| \| \| Monte Plata \| 8.500 \| 8.200 \| \| \| Santo Domingo Este \| 8.400 \| 7.950 \| \| \| Hermanas Mirabal \| 8.300 \| 7.800 \| \| \| Azua \| 8.200 \| \| \| \| San Pedro de Macorís \| 8.020 \| \| \| \| Independencia \| 7.850 \| \| \| \| San Cristóbal \| 7.550 \| \| \| \| San José de Ocoa \| 7.400 \| \| \| | ganadora 1a Finalista 2a Finalista 3a Finalista 4a Finalista Top 10 Top 15 |       |          |
| Representa | Bañador                                                                    | Traje | Pregunta |
| Higüey | 9.300                                                                      | 9.550 | 9.500    |
| Santiago | 8.250                                                                      | 9.500 | 9.490    |
| Comunidad Dom. en México | 9.250                                                                      | 8.830 | 9.480    |
| Distrito Nacional | 9.660                                                                      | 9.600 | 9.450    |
| Punta Cana | 8.800                                                                      | 8.900 | 9.000    |
| Comunidad Dom. en los EE.UU. | 8.950                                                                      | 8.700 |          |
| Peravia | 8.700                                                                      | 8.350 |          |
| Monte Plata | 8.500                                                                      | 8.200 |          |
| Santo Domingo Este | 8.400                                                                      | 7.950 |          |
| Hermanas Mirabal | 8.300                                                                      | 7.800 |          |
| Azua | 8.200                                                                      |       |          |
| San Pedro de Macorís | 8.020                                                                      |       |          |
| Independencia | 7.850                                                                      |       |          |
| San Cristóbal | 7.550                                                                      |       |          |
| San José de Ocoa | 7.400                                                                      |       |          |

## Significado histórico
- Higüey ganó Miss República Dominicana por la primera vez
- Las provincias que colocaron en las Semifinales el año anterior fue Comunidad Dominicana en los Estados Unidos, Distrito Nacional, Peravia, Santiago, y Santo Domingo Este.
- Santiago colocó por el 57.º año consecutivo.
- Distrito Nacional colocó por el séptimo año consecutivo.
- Comunidad Dominicana en los Estados Unidos colocó por quinta vez en consecutivo.
- Peravia colocó por cuarta vez en consecutivo.
- Comunidad Dominicana en México y Punta Cana apuntó su primera colocación recta y su más alta.
- Higüey y Salcedo fueron los únicos municipios representados aparte de los Municipios Metropolitanos por relaciones especiales.
- Hermanas Mirabal, San José de Ocoa, y San Pedro de Macorís última vez que se colocó fue en el 2012.
- San Cristóbal última vez que se colocó fue en el 2011.
- Monte Plata última vez que se colocó fue en el 2010.
- Azua última vez que se colocó fue en el 2007.
- Higüey última vez que se colocó fue en el 2005.
- Independencia última vez que se colocó fue en el 1992.
- Las candidatas de la Región Oriental y Región Sur dominaron las semifinales.

## Candidatas
Candidatas oficiales que han sido confirmadas para esta edición:
| Representa                   | Candidata                          | Edad | Altura          | Ciudad de residencia       |
| ---------------------------- | ---------------------------------- | ---- | --------------- | -------------------------- |
| Azua                         | Dorimi Altagracia Pineda Santana   | 21   | 1,75 m (5′ 9″)  | Santo Domingo              |
| Bahoruco                     | Mágdelin Rosalía Gomera Padrón     | 20   | 1,68 m (5′ 6″)  | Santo Domingo              |
| Comunidad Dom. en los EE.UU. | Thatiana Kátherine Díaz Burgos     | 21   | 1,74 m (5′ 9″)  | Nueva York                 |
| Comunidad Dom. en México     | Dhíoversy Angélica Moreno Romero   | 24   | 1,86 m (6′ 1″)  | Ciudad de México           |
| Distrito Nacional            | María del Mar López Bonnelly       | 19   | 1,68 m (5′ 6″)  | Santo Domingo              |
| San Francisco De Macoris     | Sony Anyelí Cruz Maldonado         | 23   | 1,70 m (5′ 7″)  | San Francisco de Macorís   |
| Elías Piña                   | Mary Lenny de los Santos Ynoa      | 22   | 1,69 m (5′ 7″)  | Santo Domingo              |
| Espaillat                    | Luz María Reinoso Suárez           | 23   | 1,71 m (5′ 7″)  | Moca                       |
| Hato Mayor                   | Linés Andrea Díaz Santana          | 21   | 1,82 m (6′ 0″)  | Santo Domingo              |
| Hermanas Mirabal             | Cátherine Lorena Sánchez Calderón  | 24   | 1,66 m (5′ 5″)  | Santo Domingo              |
| Higüey                       | Kímberly Altagracia Castillo Mota  | 26   | 1,80 m (5′ 11″) | Salvaleón de Higüey        |
| Independencia                | Márilyn Encarnación Ramírez-Canaán | 19   | 1,85 m (6′ 1″)  | Santo Domingo              |
| La Altagracia                | Kátherine Eugenia Peña Báez        | 18   | 1,81 m (5′ 11″) | Salvaleón de Higüey        |
| La Romana                    | Martha Elicia Montero Matos        | 21   | 1,84 m (6′ 0″)  | Santo Domingo              |
| La Vega                      | Raquel del Pilar Díaz Báez         | 21   | 1,79 m (5′ 10″) | Santo Domingo              |
| Monseñor Nouel               | Alexandra María Humeau Álvarez     | 20   | 1,75 m (5′ 9″)  | Santiago de los Caballeros |
| Monte Cristi                 | Gáiler Mabel García Abreu          | 18   | 1,67 m (5′ 6″)  | Santo Domingo              |
| Monte Plata                  | Juana Ysabel Reyes de la Cruz      | 25   | 1,81 m (5′ 11″) | Monte Plata                |
| Pedernales                   | Kiovanny Róbinson Yermenos         | 20   | 1,68 m (5′ 6″)  | Santo Domingo              |
| Peravia                      | Nathalie Elise Troncoso            | 25   | 1,75 m (5′ 9″)  | Baní                       |
| Puerto Plata                 | Ányely Mabel Custodio Cruz         | 20   | 1,78 m (5′ 10″) | Sosúa                      |
| Punta Cana                   | Analiz Victoria de la Cruz Rosario | 21   | 1,77 m (5′ 10″) | Salvaleón de Higüey        |
| Salcedo                      | Shaderska Emilia Valdez Durán      | 18   | 1,83 m (6′ 0″)  | Santo Domingo              |
| Samaná                       | Mariel Edá Rosario Rodríguez       | 26   | 1,77 m (5′ 10″) | Santo Domingo              |
| San Cristóbal                | Mariela Silvia Corporán Amador     | 21   | 1,78 m (5′ 10″) | Santo Domingo              |
| San José de Ocoa             | Leibys Franshesca Pujols Quéliz    | 20   | 1,75 m (5′ 9″)  | San José de Ocoa           |
| San Juan                     | Irsy Altagracia Vargas Arbaje      | 18   | 1,79 m (5′ 10″) | Santo Domingo              |
| San Pedro de Macorís         | Marcell Anaís Saleme Padilla       | 21   | 1,76 m (5′ 9″)  | San Pedro de Macorís       |
| Santiago                     | Aletxa Marie Mueses Santana        | 18   | 1,80 m (5′ 11″) | Santiago de los Caballeros |
| Santo Domingo Este           | Denisse Elisette Peña Amechazurra  | 25   | 1,70 m (5′ 7″)  | Santo Domingo              |
| Santo Domingo Norte          | Pamela del Rosario Encarnación     | 21   | 1,72 m (5′ 8″)  | Santo Domingo              |
| Santo Domingo Oeste          | Katherine Blanco Tavares           | 19   | 1,83 m (6′ 0″)  | Santo Domingo              |
| Valverde                     | Karla Dastín Paniagua-Candelario   | 18   | 1,75 m (5′ 9″)  | Santo Domingo              |

## Candidatas en otros concursos
Las candidatas actuales que compitieron anteriormente en otros concurso de belleza:
Miss Italia en el Mundo 2010
- Higüey: Kim Castillo
  - Como República Dominicana
    - Ganadora

Miss Teen USA 2010
- Comunidad Dominicana En Estados Unidos: Thatiana Díaz
  - Como New York
    - Semifinalista

Miss República Dominicana 2013
- Hermanas Mirabal: Catherine Sánchez
  - Como San José de Ocoa
    - Se Retiró

Miss Mundo Dominicana 2013
- Azua: Dorimi Pineda
  - Como San Juan
    - Semifinalista

Miss USA 2015
- Com. Dom. En Estados Unidos: Thatiana Díaz
  - Como New York
    - Semifinalista